# Burnaston
Burnaston è un villaggio dell'Inghilterra, situato nel Derbyshire, a sud rispetto alla città di Derby.

## Toyota Car Plant
Nel 1992 è stata costruita un'importante catena di montaggio della Toyota, una delle tante costruite in Gran Bretagna.